# Pressbaum
Pressbaum is een gemeente in de Oostenrijkse deelstaat Neder-Oostenrijk, gelegen in het district Sankt Pöltner Land (PL). Op 1 januari 2019 had de gemeente 7.770 inwoners.

## Geografie
Pressbaum heeft een oppervlakte van 58,87 km². Het ligt in het noordoosten van het land, vlak bij de hoofdstad Wenen.
Van 1956 tot en met 2016 hoorde Pressbaum bij het district Wien-Umgebung (WU). Dit district is per 1 januari 2017 opgeheven en sinds die datum maakt de gemeente deel uit van het district Sankt Pöltner Land (PL).
Ebergassing · Fischamend · Gablitz · Gerasdorf bei Wien · Gramatneusiedl · Himberg · Klein-Neusiedl · Klosterneuburg · Lanzendorf · Leopoldsdorf · Maria Lanzendorf · Mauerbach · Moosbrunn · Pressbaum · Purkersdorf · Rauchenwarth · Schwadorf · Schwechat · Tullnerbach · Wolfsgraben · Zwölfaxing
- Gemeinsame Normdatei: 4528547-0
- Library of Congress Control Number: n89119045
- MusicBrainz: 718ccf08-7229-4458-afcc-d1de525a9586
- Nationale Bibliotheek van Israël: 987007567588505171
- Virtual International Authority File: 151390778
- WorldCat: E39PBJkhFCVVCrhBHmh4bv4yVC